# Śnieciowce
Śnieciowce (Tilletiales Haeckel) – rząd grzybów z klasy płaskoszy (Exobasidiomycetes). Grzyby mikroskopijne, obligatoryjne pasożyty roślin.

## Charakterystyka
Są endofitami, pasożytami traw i zbóż. Ich strzępki rozwijają się między komórkami zaatakowanych roślin i mają poprzeczne dolipory bez osłaniających je kapturków, ale z poprzecznymi, błoniastymi płytkami. Wytwarzają zarodniki zwane ustilosporami zwykle w zalążniach roślin. Powstają one jako zgrubienia komórek konidiotwórczych na ich końcach, lub śródstrzępkowo. Są diplobiontami. Po kariogamii jąder powstają dikariotyczne ustilospory, które następnie ulegają mejozie i kolejnym mitozom, wskutek czego podczas kiełkowania zarodnika znajduje się w nim kilka haploidalnych jąder. Przemieszczają się one ku końcowi krótkiej, jednokomórkowej strzępki przedgrzybni kiełkującej z ustilospory. Na jej szczycie powstaje w wyniku podziałów mitotycznych 8–16 haploidalnych sporydiów. Są one zróżnicowane płciowo (heterotalizm). Jeszcze w obrębie przedgrzybni, lub tuż po jej odpadnięciu, łączą się z sobą i po plazmogamii tworzą dikariotyczną grzybnię. Kiełkuje ona tworząc mechanicznie wyrzucane, kuliste zarodniki typu balistospora. Powstają w kilku generacjach i to one dokonują infekcji roślin.

## Systematyka i nazewnictwo
Pozycja w klasyfikacji według Index FungorumExobasidiomycetidae, Exobasidiomycetes, Ustilaginomycotina, Basidiomycota, Fungi.
Takson ten utworzył Inophyta Haeckel w 1847 r. Według aktualizowanej klasyfikacji Index Fungorum bazującej na Dictionary of the Fungi należą do niego dwie rodziny:
- Erratomycetaceae Denchev & T. Denchev 2013
- Tilletiaceae J. Schröt. 1887[2] – śnieciowate